# Solms-laubachia sunhangiana
Solms-laubachia sunhangiana är en korsblommig växtart som beskrevs av Yue och Al-shehbaz. Solms-laubachia sunhangiana ingår i släktet Solms-laubachia och familjen korsblommiga växter. Inga underarter finns listade i Catalogue of Life.